# 都市傳說

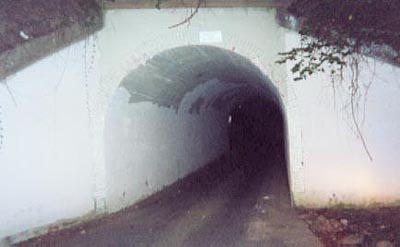
兔子人橋（科爾切斯特立交橋），被視為20世紀70年代的都市傳說「兔子男」的發生地點，據說一個穿著兔子服裝的人或鬼魂襲擊了該地區的人們。

都市傳說（英語：urban tale），又稱都市传闻（英語：urban legend），是一種以都市生活为背景，或以都市社交為媒介，由叙述者煞有其事地讲述，以新奇、怪诞或吓人情节为主要特色的短篇幅民間故事、传说或傳奇。
与一般的流言不同，都市传说有更完整的故事，且不具有很强的误导性。其传播者虽然会煞有其事地将其描述成“真实的故事”，但听众只会将其视作不足凭信的故事，不会特别在意它的真假或专门去考证。都會傳奇的内容未必都是不真实的，但它们经常会被曲解或夸大，以吸引听众了解。比如中國都市传说，因为其研究基本资料的匮乏使这一工作更难进行。原因包括人口众多、区域差异巨大、人口流动频繁等复杂因素。不过，仔细比较一些故事要素的变化与保留，还是能够推断其中演变的过程，对于判断传说的源头提供有说服力的说法。

## 命名
都會傳奇一詞廣泛被民俗学者所使用。美国民俗学者詹·布朗凡德在其著作《消失中的便車旅行者：美國都市傳說與其意義》（The Vanishing Hitchhiker: American Urban Legends & Their Meanings）中用他所收集的都市傳說來表達2個觀點：
- 传说、神话和民間故事不單單只是屬於所謂原始或傳統社會[4]
- 可以通過研究這些都市傳說來了解都市與現代文化[5]

眾多都市傳說被構建為複雜的故事，並包含著豐富的情節和角色。它們吸引觀眾的地方在於它們往往融入了神秘、恐怖、恐懼或幽默等元素，使讀者或聽眾沉浸其中。此外，這些故事也扮演著警世故事，通過描述某人的不道德行為，最終陷入麻煩、受傷或喪命的不幸結局，傳達出道德教訓。
都市傳說通常試圖觸發讀者或聽眾的厭惡感，這種情感讓這些故事變得令人難以忘懷且具有強烈的影響力。幾乎每個都市傳說中都融入了令人震驚的元素，這部分是使這些故事具有影響力的原因。都市傳說可能包括超自然现象或超常現象的元素。

## 特征与传播

### 特征
都市传说是转述型故事，人们经常会声称这些故事发生在“朋友的朋友”身上。都市傳說的传播者通常会声称这一故事发生在一位朋友身上，这使故事更加個性化且增加了信服力。而通常隨著不斷地傳播，故事內容會發生不同的變化。事实上，“朋友的朋友”（friend of a friend，简称FOAF）已经成为一个在转述这类故事时的常用词语。
同時，都市傳說通常包含以下一个或更多的共同特点：
- 故事以原见证人或参与者的代表的口吻被复述。
- 如果不聽從故事中的劝告，通常会有很可怕的后果（參見訴諸恐懼）。
- 故事以“一个朋友告诉我的”作为吸引人的手段，而这位“朋友”通常是有名无姓甚至一点訊息也没有。[9]

除了少數的例外狀況外，大部分的都市傳說都是無法明確追根溯源的。都市傳說有真有假，完全捏造的都常有一些明显特征，例如没有针对事件的详细资料，如名字，日期，地点等信息。
因贴近生活，所以许多都市传说会有明显的地域特征。比如美国汽车旅馆数量众多，所以美国有许多发生在市郊汽车旅馆的都市传说。

### 与相似事物的区别
- 都市传说与都市奇幻有交集，但不完全等同。虽然都以都市作为主要故事发生地，都市奇幻一般有更多的幻想元素和更大的故事框架，而不仅仅只是满足一下听众的猎奇心理。不少都市奇幻是将传统奇幻故事元素（比如“吸血鬼”、“兽人”、“精灵”和“神器/法宝”）融入都市背景，不以原创性的猎奇事物为主要看点。都市奇幻有固定的作者，都市传说一般没有。都市奇幻的读者知道自己看的是完全虚构的故事，而都市传说一般是以“说话人朋友的亲身经历”为特色展开叙述的，真假需要听众自己分辨，听众也可以不关心故事的真假。
- 都市传说与浅度奇幻/低度奇幻有交集，但也不完全等同。都市传说的故事内容主要发生于工业化与城市化快速发展之后的现代，以受现代化深刻影响的城镇区域为主要故事地点而非不发达的乡村或大森林。浅度奇幻故事可以只发生在古代，也可以只发生在落后的村落、乡野或古色古香的古城。
- 知名的文学或艺术类奇幻创作都不算入都市传说，哪怕它们讲述的是发生在都市的怪异事件，如伊藤润二的众多恐怖作品。这些明显由特定群体或个人创作出来的故事应属于伪造传说（英语：Fakelore）。都市传说不仅故事内容离奇，而且故事最初的讲述者或经历者一般也不出名或不易考证，也即其起源与原作者本身也颇具神秘色彩。都市传说是由人民群众的集体智慧创造的，每一个传播者都有可能在转述故事时进行适当的发挥，但多数人在参与故事转述时都没有意识到自己充当了“民俗表演者”的角色。[10]可以从每个故事中挑出“有代表性的版本”，但不会有“最官方的版本”。都市传说是在不断流传的过程中出名的，且不是通过商业渠道或主流文化渠道宣传而出名的。不过商业或文化作品可能在其受众之间流传出怪异传说或与之相关的奇怪个人经历，这些不是作品创造者有意为之而产生的故事可以算作都市传说。但有些都市传说经过初步考证，确是由讲述人朋友的朋友的朋友从报纸等传统媒体上听来，从而信以为真的，而报纸上登的趣闻又是从读者来稿中征集来的。[11]
- 都市传说与一般谣言的界限存在争论。[1]都市传说以离奇经历为特色，多数都与谣言划不上等号。但却有“肯德基油炸老鼠”一类会损害特定公司名誉的传闻被布朗凡德划入都市传说。[12]这类传说可能是真的，但也有可能是有人恶意制造的。但可以肯定，一个可能不真实的传言，如果没有传播得足够远，没有大量的人长期当回事，就绝对不能算作都市传说。
- 与多数童话故事相比，都市传说一般短小精悍，以人类为主角，只关注主角一个人的独特经历，更侧重“贴近生活”而非“传播道理”或“表达浪漫主义”。[13]

### 传播
因為许多都市傳說描述的都是可怕的罪案、被污染的食物或者其他可以影响许多人的事物，故而相信此类故事的人会觉得有必要而去告诉自己的亲人。而且因為都市傳說中包含了一些事實，使其顯得更為可信。譬如关于可口可乐公司特别在纳粹德国发明并销售芬达以防止激起民愤的都會傳奇其实是改编于发明芬达并在二战期间在德国經營可口可乐的德国人馬克斯·凱斯（Max Keith）的真实故事。
都市傳說以往只是通过口耳相传或登上杂志的途徑传播。都市传说的传播场所丰富多样，讲述群体覆盖各个行业和各个年龄段。在网络普及以后，网络就成为了都會傳奇的主要传播平台。一些网站也会搜集和分析时下最流行的都市传说。除论坛和自媒体外，近年来社交软件也成为都市傳說的一种传播方式。

## 类型
都市传说和一般的民间传说一样，暂时没有受到广泛推崇的分类方法。以下分类只是一个大致的划分。

### 普通现代生活类
如《商店毛毯中的蛇/毯中蛇》和各式“因不吉利或沾过死人血而以超低价出售的货物”一类的故事。这种故事没有怪力乱神出现，却更加耐人寻味。

### 灵异类
可划入在大胆的想象。例如：廁所裡的花子、裂嘴女、人魚、如月車站。

### 案例事件類
以全世界歷史或生活中發生的一些難以理解的事件或者詭異案例為中心，雙魚玉佩傳說和美國影集X檔案的一些劇情原型便是典型例子。好比某些至今為止也沒有破案的殺人事件，對于人們來說警方就像一堵攻無不克的墻壁，墻壁倒了,一個個未破的案件便會在人的心理埋下一些不安的隱患，人們長期積累的不安便會慢慢發酵，從而衍生出各種形形色色的詭異說法來試圖更好地說明那些案子。歸根到底，都市傳說的產生更多來自于人們那缺乏安全感的內心。

### 现代工具或技术类
与现代交通工具或技术发明为主要元素，可与灵异类故事有重合，如《消失中的便车旅行者/搭便車的人》（这则故事不以吓人为重点）。

### 真实生活现象衍生类
如常见于水泥结构房屋的“樓上彈珠聲”。不过不是所有奇怪的生活经验都属于都市传说，如“对第一次见到的事物有奇怪的熟悉感”。其他很多誤傳諸如“青木原”。

### 虚拟世界类
电子游戏中偶然出现奇怪的事件也会产生都市传说。这些怪异事件有些是鲜为人知或触发条件不明的游戏彩蛋（常为游戏制作方故作神秘，故意不说明象征意义或干脆从不提及，从而变得耐人寻味的怪异彩蛋），有些则是偶然发生且不易重现的程序bug。

### 归类有错误或有争议的故事
- “瘦長人”的故事常被误列入都市传说，但这个故事是完全由网民集体虚构的，所以它属于伪造传说（英语：Fakelore）。知道它的人不会将其当作真实的传说（除非故事的叙述者故意隐瞒“瘦长人”是虚构角色的事实）。虽然不同的人讲述的版本不同，但这个故事的发生地点一般是荒野或是没有行人的地方，所以发生地点一般不是现代化的城区。另外，故事中也未提到任何工业化或现代化事物，也就是说这个故事完全可以设定在古代或是某个穷山恶水中发生。所以它是一个只包含传统元素的真伪易辨的纯虚构故事。然而，現在絕多數的人会相信其是都市傳説。

## 结构
都會傳奇吸引人的特质在于其神秘、恐怖、害怕或幽默的故事元素，例如鬼這一類經常提及的卻無法解釋的現象。一些都會傳奇以警告或警示故事的形象呈现，是有情节、有虚构人物的完整故事。而另一些则是“分布范围很广的错误信息”，虽然这些故事并没有如传统都會傳奇中的故事性元素，但它们仍然在人与人之间传播了典型的都會傳奇元素。

## 象征与寓意
都市传说反映了当代环境与传统生活方式在某些方式的冲突，一些现代生活中出现的新问题和人们隐藏在心底的忧虑以故事的形式被放大，也有人將自身或已知的疾病加以扭曲，成为了都市传说。与传统的民间故事一样，都市传说中也有不少带寓言性质的惊悚故事。有的讲述了做坏事没有好报，有的告诫人们不要有非分之想。

## 历史
“都市传说”一词最早於1968年出现。1981年，犹他大学名誉教授詹·布朗凡德出版了《消失中的便車旅行者：美國都市傳說與其意義》，并在其中首次推廣了“都市傳說”這個概念。布朗凡德后来也出版了众多搜集和研究都會傳奇的書籍，成为从事该方面研究的知名工作者。布朗凡还借用生物學中的「載體」（vector）一词來描述那些傳遞都市文化的人或物。
20世纪上半葉，美国民间流传的故事多为死亡类、鬼怪类或汽车类。50年代开始出现较为平和的故事，如有关“被抛弃的宠物”的故事和《头发中的蜘蛛》。近些年来，则又出现与客机、微波炉及迪斯科舞等涉及高科技或与现代社会密切相关的故事。
20世纪60年代时，民间传说的研究重点之一就是设法发展出一套成熟的定义与故事分类系统，并通过不断研究新的民间故事，对系统加以修正与完善。但此后一直没有人取得能受到广泛认可的成功。相比童话研究界早已建立起“阿尔奈-汤普森分类法”，民间传说更加包罗万象，其分类工作更困难，研究界至今未能建立起比较系统的分类。1975年，民俗学者琳达·德在一篇名为《传说与麻雀》("The Legend And The Sparrow")的论文中指出如果分类工作难以进行，那么不如先搞清楚难以对民间传说进行系统分类的障碍在哪里。德随后认为给传说及其子类别下准确定义的尝试是吃力不讨好的，因为这些概念之间的界限本来就不严格，简短的文字难以完全描述一个类别中所有对象的共性。德提倡不对民间传说下严格的定义，转而只是划分出分类，然后在每个分类下列举一些故事样例，让样例本身充当其所在类别的定义。早年的传说研究都集中于分析传说故事的文学特质，将其与古代童话、神话和寓言故事作比较，但忽略了对其社会学价值和心理学动机的分析。自20世纪五六十年代起，学者开始扩大视野，从人类学、社会学和心理学等更广泛的角度审视传说故事。民间传说有比童话更具旺盛的生命力和时代气息，会随时代发展出现新的元素与内涵，以往分类研究不成功的原因之一就在于未重视从人类学和心理学等新兴学科角度对其进行剖析。Leopold Schmidt在1962年“民间传说研究国际协会会议”上发言说研究传说故事的新时代已经到来。至於在日本，民俗學者宮田登《妖怪的民俗學》深入發展都市民俗學的研究，以日本案例探討都市傳說議題。

## 搜集与考证
- 不少网站致力于搜罗网络流言和都市传说，如Usenet新闻组和数家网站，最著名的是snopes.com站。
- 美國能源部曾经有一项叫“Hoaxbusters”（谣言拘捕者）的服务专门解决由计算机传播的恶作剧和都會傳奇。这项服务现已终止。
- 美国电视节目如《Urban Legends》、《Beyond Belief: Fact or Fiction》以及《Mostly True Stories: Urban Legends Revealed》详细介绍都會傳奇，并揭示它们可能的事实基础。
- 2004年起探索頻道电视节目《流言終結者》尝试以科学重现方式证明部分新奇的传闻是否真实。
- 在都市傳說的證偽上，通常需要很大程度的推理、分析及收集資料的能力，但截至西元2019年尚未有一套完整有效的理論方法來證偽一些都市傳說的真實性[原創研究？]。

## 文化影响
- 日本冒险解谜游戏《流行之神》的故事是以都市传说为主题展开的。
- 美国电视剧《邪恶力量/超自然档案》中有许多故事取材自都市传说。该剧第五季大结局《天鹅之歌》（该集名称是一个英语习语）就发生在一个流传着众多都市传说的地点“Stull Cemetery”。主角的出生地也设定在离“Stull Cemetery”不远的地方。《消失的搭车客/搭便車的人》至少有2次成为该剧故事素材（第1季第1集和第2季第16集）。第13季的第11集"Breakdown"，其中的透過暗網下注，打賞屠夫切割人體器官部份，是取材於暗網的《紅色刑房》都市傳說。[20]。
- 1998年，在日本卡普空制作的电子游戏《2》中曾再现“下水道的鱷魚”这个故事。[21]
- 英国Rockstar North公司制作的电子游戏《俠盜獵車手系列》也常将现实世界的都市传说或灵异故事作为彩蛋收入其中。
- 2013年，维基导游进行Logo征集活动时，维基用户“Micru”提交了一幅题材比较猎奇的作品《坐魔毯的蛇》(Snake on magic towel)[22]。
- 日劇《都市傳說之女》則是以都市傳說為題材的戲劇。

### 書籍
- Enders, Jody. . University of Chicago Press. 2002. ISBN 9780226207889.
- 詹·布朗凡德（英语：Jan Harold Brunvand）.  [消失的搭车客：美国都市传说及其意义]. 由李扬、王珏纯翻译. 广西师范大学出版社. 2006年. ISBN 7-5633-6302-5.
- Timothy R. Tangherlini.  49 (4). Western States Folklore Society: 371–390. 1990年10月 （英语）.

## 外部連結
- .   [2016-03-04]. （原始内容存档于2019-06-30） （英语）.
- [都市传说维基].   [2016-03-04]. （原始内容存档于2016-03-07） （英语）.
- about.com的都會傳奇專題 （页面存档备份，存于）（英文）
- TruthOrFiction （页面存档备份，存于）
- ScamBusters on Urban Legends （页面存档备份，存于）
- Virus Myths （页面存档备份，存于）
- The AFU And Urban Legends Archive
- How Urban Legends Work （页面存档备份，存于）